# Steentjeskerk

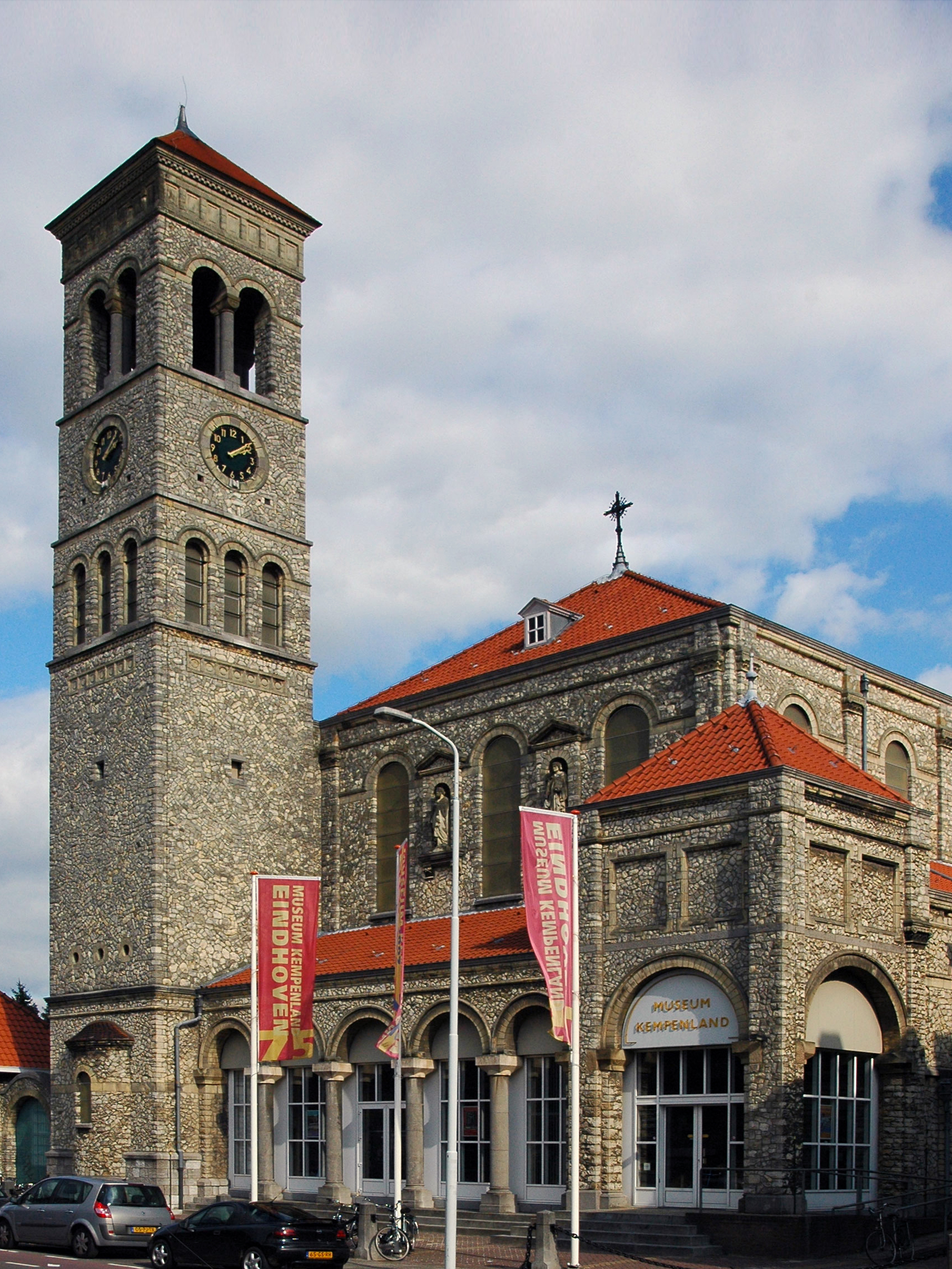
De Steentjeskerk

De Steentjeskerk, officieel Kerk van de Heilige Antonius van Padua en Onze Lieve Vrouw Onbevlekt Ontvangen, is een kerkgebouw uit 1919 aan de St. Antoniusstraat in het stadsdeel Strijp van de gemeente Eindhoven. De kerk wordt Steentjeskerk genoemd vanwege de gevels, die in een opvallend patroon zijn opgetrokken uit Kunradersteen. Ze is gebouwd voor de parochie van de heilige Antonius van Padua in de toenmalige gemeente Strijp.
Tot 1971 was ze als parochiekerk in gebruik. In het gebouw was van 1983 tot 2012 het streekmuseum Museum Kempenland gevestigd. Het gebouw is sinds 2001 opgenomen in het Rijksmonumentenregister.

## Voorgeschiedenis
De groei van het aantal katholieken in de toenmalige gemeente Strijp, met name door het ontstaan van Philipsdorp, leidde in de jaren 1910 tot het inzicht dat een nieuwe parochie nodig was naast de bestaande St. Trudoparochie. Na eerst geweigerd te hebben, ging Mgr. Van de Ven op zoek naar een bouwpastoor. Die werd gevonden in de persoon van pastoor Pulskens, aan wie op 1 september 1916 de opdracht werd verleend.

## Ontwerp
Pulskens wilde een niet-Gotische kerk. Hij gaf opdracht aan architect Hubert van Groenendael uit Maastricht een ontwerp te maken in de stijl van Romeinse basilieken zoals de St. Laurentiusbasiliek.
De kerk is gebouwd in oost-west-richting met het hoofdaltaar in het oosten.
Er waren ca. 800 zitplaatsen.
De kerk is (binnenwerks) ca. 50 m lang, 20 m breed, en het middenschip is 15 m hoog.
Het binnenwerk vertoont treffende overeenkomst met de basiliek van Santa Maria Maggiore in Rome.

## Bouw
Na verwerving van de grond liepen de grondwerkzaamheden vertraging op door het slechte weer.
In mei 1917 werd daar dan toch mee begonnen en de eerste steen werd gelegd op 26 juni 1917 door mgr. Andreas Damen, de deken van Eindhoven.
Als gevolg van de Eerste Wereldoorlog stegen loon- en materiaalkosten aanzienlijk.
Om de kosten te drukken werd geen gebruik gemaakt van baksteen maar van goedkopere op mergel lijkende stenen uit Kunrade in Zuid-Limburg, het zogenaamde Kunradersteen.
De bouw werd uitgevoerd onder beheer van de architect, eveneens uit kostenoogpunt.
Al het beeldhouwwerk voor de kerk werd gemaakt door Jan Custers.
Achter het hoogaltaar hebben gebrandschilderde ramen gezeten die waren gemaakt door Joep Nicolas.
De aankleding van de kerk is onder andere door geldgebrek nooit voltooid.

## Gebruik als parochiekerk
Op 28 februari 1919 werd de kerk in gebruik genomen, hoewel toren en galerij nog niet helemaal gereed waren.
De verwarmingsketels waren, wegens materiaalgebrek, nog niet geplaatst.
Ook werd op die dag Pulskens geïnstalleerd als pastoor van de nieuwe parochie.
De eerste doop in de nieuwe kerk vond plaats op 16 maart, het eerste huwelijk op 8 mei van datzelfde jaar.
Bij besluit van juni 1919 schonk de gemeenteraad van Strijp een klok uit 1462, de zogenaamde Mariaklok, aan het kerkbestuur, ter ophanging in de kerktoren.
Het aantal zitplaatsen werd na verloop van tijd uitgebreid tot zeker 1000.
Bij het zilveren priesterfeest van Pulskens in 1927 werd aan de pastoor een koperen ciborium en marmerbekleding voor kerkwanden en priesterkoor aangeboden.
Het oude kerkorgel uit de St. Trudokerk werd gerestaureerd en in de Steentjeskerk geplaatst. Het werd in 1933 vervangen door een nieuw orgel van de fa. Verschueren uit Heythuysen.
In de Tweede Wereldoorlog werd het kleine klokje uit de kerktoren gehaald als grondstof voor de Duitse oorlogsindustrie. De grote klok werd gespaard omwille van de ouderdom en monumentale waarde. Verder bleef de oorlogsschade beperkt tot gesneuvelde glas-in-loodramen.
Het 25-jarig bestaan van de parochie, in 1944, werd niet uitbundig gevierd; wel werd door de parochianen bijeengebracht geld bestemd voor 52 nieuwe glas-in-loodramen, die de oorspronkelijke zouden vervangen. In 1946 kreeg de kerk een nieuw angelusklokje ter vervanging van het oorspronkelijke klokje.
Op 31 augustus 1953 ging pastoor Pulskens met emeritaat. Hij had vrijwel zijn hele familievermogen aan de parochie uitgegeven; zo bekostigde hij ook de bouw van de kosterswoning naast de kerk. Hij overleed op 2 mei 1957. Zijn opvolger pastoor Swagemakers zou tot de sluiting in 1971 aan de parochie verbonden blijven.
In 1955 werd de galerij voorzien van glas. Deze afsluiting zorgde voor minder tocht. Enkele jaren later, in 1959, moesten de dakspanten worden aangepakt omdat ze door boktorren waren aangetast. In 1962 werd een nieuwe vloer gelegd. Een jaar later werd de verwarming vervangen. In 1966 werd het priesterkoor aangepast.
In 1969 werd het 50-jarig bestaan van de parochie gevierd. Een jaar later al lag er een voorstel om de kerk te sluiten. Toenemend geldgebrek maakte dat noodzakelijk. Op 14 mei 1971 vond in de kerk de laatste huwelijkssluiting plaats.

## Sluiting en herbestemming
In 1971 werd de kerk gesloten. De inventaris werd deels verdeeld over de vier andere kerken in Strijp, deels in bruikleen gegeven aan het kerkelijk museum in Uden en deels verkocht. Het monumentale altaarciborie is overgebracht naar de Sint-Jacobuskerk in het dorp Zeeland. De Mariaklok en het angelusklokje gingen in 1974 naar de Maria Regina-kerk in Strijp.
Het kerkelijk complex raakte in verval, maar werd in 1977 voor sloop behoed door plaatsing op de gemeentelijke monumentenlijst. Na een grondige opknapbeurt werd het in 1983 bestemd als museum en werd het gebouw betrokken door Museum Kempenland. In 2001 kreeg de voormalige kerk de status van rijksmonument.
Als gevolg van bezuinigingen door de gemeente Eindhoven werd Museum Kempenland in 2012 gesloten. Herbestemming als podium voor cultuur-historische tentoonstellingen en projecten bleek niet haalbaar. Vanaf november 2012 was er wel gedurende vier maanden de expositie 'Marcus & Mo' over jongerencultuur in Eindhoven te zien. Het voor een bedrag van 1,18 miljoen euro gerenoveerde voormalige kerkgebouw werd daarna door de gemeente voor 1,4 miljoen euro verkocht aan een ondernemer in keramiek en natuursteen. Deze kon er, vanwege het ontbreken van een aangepast bestemmingsplan, pas in 2022 als eigenaar over beschikken. Het gebouw kwam vervolgens te huur te staan.
Per 31 maart 2024 is in de kerk een café-restaurant gevestigd.